# Fabio Wajngarten

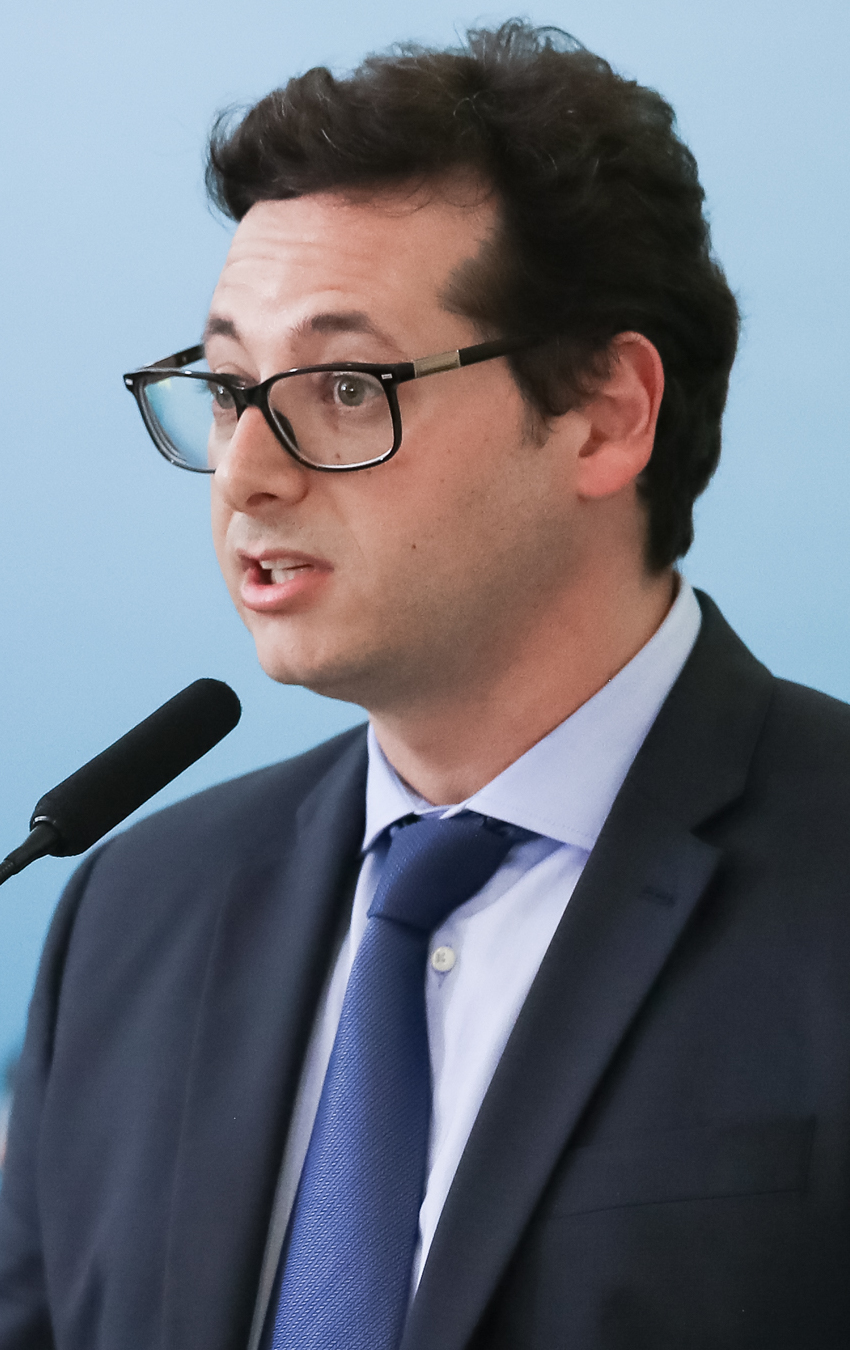
Fabio Wajngarten

Fabio Wajngarten (* 1. November 1975) ist ein brasilianischer Rechtsanwalt und Unternehmer. Er ist Gründer und Gesellschafter von Controle da Concorência und FW Comunicação, die im Bereich Medienkonsumbeforschung arbeiten. Wajngarten ist seit 5. April 2019 Kommunikationssondersekretär im Kabinett Bolsonaro und leitet das Secretaria Especial de Comunicação Social (Secom).

## Leben
Fabio Wajngartens Eltern sind der in São Paulo wirkende Herzspezialist Mauricio Wajngarten und Clara Wajngarten. Er ist jüdischen Glaubens.
Am 12. März 2020, nach seiner Rückkehr von einer Reise im Gefolge von Jair Bolsonaro nach Mar-a-Lago, Florida, erhielt er die Diagnose COVID-19.

## Politisches Wirken
Bereits ein halbes Jahr nach Amtsantritt prangerte die Wochenzeitschrift Istoé ihn und seine Praktiken an und betitelte ihn in einem Artikel als Goebbels des Planalto, was zu Protesten von Vertretern der jüdischen Bevölkerung in Brasilien führte.
Anfang Februar 2020 berichtete Folha de S. Paulo, dass Wajngarten nach seiner Ernennung zum Kommunikationssondersekretär in der Anhörung der Ethikkommission Informationen über Aktivitäten seiner Unternehmen und die mit Fernseh- und Werbeagenturen bestehenden Verträge, woraus diese Geld der Secom, den Ministerien und staatlichen Unternehmen der Jair-Bolsonaro-Administration erhalten, verschwiegen hatte. Es wurde ein Korruptionsermittlungsverfahren eingeleitet.